# Nyctimene cephalotes
Nyctimene cephalotesr — вид рукокрилих, родини Криланових. 

## Середовище проживання
Країни поширення: Індонезія. Вид був записаний від рівня моря до 1800 м над рівнем моря. Проживає в первинних вологих тропічних лісах.

## Стиль життя
Тварини ночують окремо на деревах. У першу чергу плодоїдний, але може також споживати комах.